# Fernand Mossé
Fernand Mossé (n. 25 mai 1892, Marsilia, Franța – d. 10 iulie 1956) a fost un filolog și istoric literar francez, specialist în limbile și literaturile germanice.

## Biografie
Profesor agregat de limba engleză, Fernand Mossé a fost lector la Universitatea Bangor din Țara Galilor. A predat mai târziu la licee din Nisa și Nancy. În 1926 a fost numit director de studii la École pratique des hautes études. În 1938 și-a susținut teza de doctorat dedicată formelor perifrastice ale limbii engleze. El a devenit codirector al revistei Études germaniques în 1948. În 1949 a fost numit profesor la catedra de limbi și literaturi germanice de la Collège de France.
Împreună cu Alfred Jolivet, el a îngrijit colecția Biblioteca de filologie germanică de la editura Aubier-Montaigne.
Ofițer de infanterie în timpul Primului Război mondial, Fernand Mossé a fost decorat cu Legiunea de Onoare. În martie 1940, el a jucat un rol important în Bătălia pentru apă grea, asigurând „cu succes, în condiții dificile, transportul unui stoc de apă grea din Norvegia în Franța”. Activitatea sa clandestină la Paris în timpul ocupației i-a adus Medalia Rezistenței.

## Opera
- La Laxdoela Saga : légende historique islandaise, Paris, Alcan,1914 (traduite du vieux norrois).
- La Saga de Grettir, Paris, Aubier Montaigne, 1933 (traducere).
- Histoire de la forme périphrastique être + participe présent en germanique, Paris, Klincksieck, 2 vol., 1938.
- Manuel de l'allemand du Moyen Age, des origines au XIVe siècle, Paris, Aubier Montaigne, 2 vol., 1942. (împreună cu Alfred Jolivet)
- Manuel de la langue gotique, Paris, Aubier Montaigne, 1942; ed. a II-a, 1969, 330 p.
- Manuel de l'anglais du Moyen Age, des origines au XIVe siècle, 4 vol., Aubier, Paris, 1946.
- Esquisse d'une histoire de la langue anglaise, 1947 ; ed. a II-a, Lyon, 1958.
- Histoire de la littérature allemande (Georges Zink, Maurice Gravier, Henri Plard et alii, sub coordonarea lui Fernand Mossé), Aubier, 1959, 1032 p.